# Francisco Dávila García
Francisco Dávila García (Aguascalientes) es un político mexicano, miembro del Partido Acción Nacional, fue diputado federal plurinominal a la LX Legislatura de 2006 a 2009.
Se ha desempeñado con anterioridad como secretario de Turismo del Gobierno del Estado y como diputado al Congreso de Aguascalientes.
- Datos: Q5865566